# Юдита та її служниця
«Юдита та її служниця» — картина 1615 року італійської художниці епохи бароко Артемізії Джентілескі. На картині зображено Юдиту та її служницю, які залишають сцену, де вони щойно обезголовили полководця Олоферна, голова якого лежить у кошику, що в руках служниці. Картина знаходиться в Палатинській галереї в палаццо Пітті у Флоренції.

## Опис
Картина зображує момент після того, як біблійна героїня Юдита вбила полководця Олоферна і втекла з його намету разом зі своєю служницею Аброю.
До цєї теми Джентілескі зверталася кілька разів протягом своєї кар'єри. Момент вбивства Олоферна вона зобразила у двох версіях однієї сцени: «Юдита вбиває Олоферна» (Неаполь) і «Юдита вбиває Олоферна» (Флоренція).
Це зображення моменту після вбивства засноване на більш ранній роботі батька художниці Ораціо Джентілескі, що зберігається в Національній галереї в Осло.

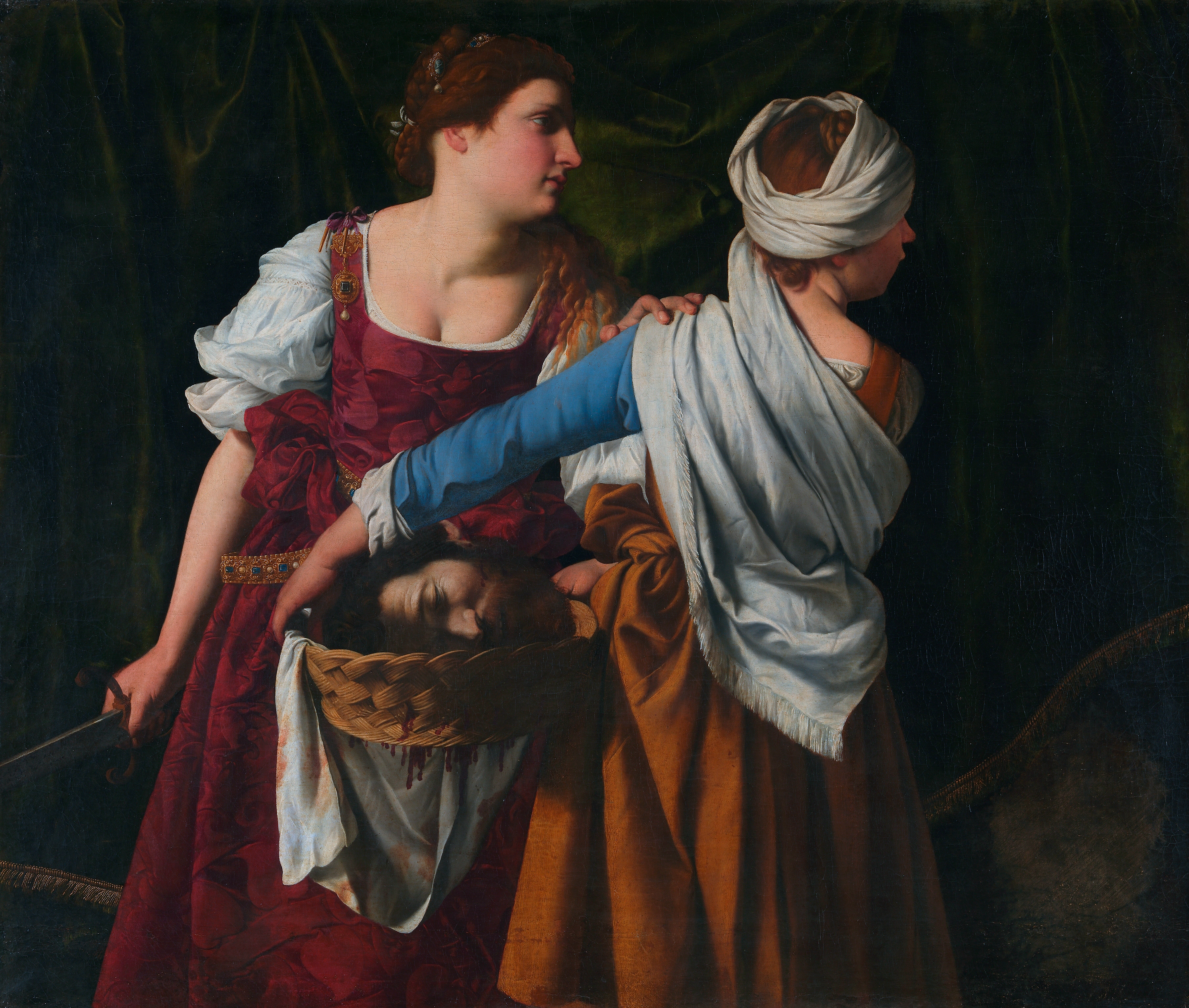
Ораціо Джентілескі, Юдита та її служниця з головою Олоферна, бл. 1608,

Темну обстановку сцени освітлюють червоні та золоті тони в тканинах — кольори, які Джентілескі часто використовувала під час свого перебування у Флоренції. Використання глибоких кольорів і багатої фактури характерне для періоду бароко, до якого належить її творчість.
Використання діагональних ліній спрямовує глядача від облич жінок до голови Олоферна в кошику. Вона також використовує інтенсивний контраст між темним і світлим для створення тривимірного об'єму.
Про насильство, яке передувало цьому моменту, глядачеві нагадує кричуща голова, зображена на наконечнику меча, яка вважається міфологічною фігурою Медузи. Присутність свіжої крові, що капає з кошика, який несе служниця, і в якому видно голову Олоферна, також нагадує про жорстокість сцени, яку залишають обидві постаті. Інтенсивне зображення крові також характерне для барокового живопису, який, на відміну від попередніх мистецьких течій, не цурався кривавих зображень біблійних сцен.

## Предмет
Історія Юдити і Олоферна взята з «Книги Юдити", второканонічної книги Біблії, яка включена до «Септуагінти», католицького та православного християнського Старого Заповіту Біблії, але виключена з єврейського канону та віднесена протестантами до біблійних апокрифів. У цій історії Олоферн, ассирійський полководець, прийшов, щоб взяти в облогу біблійне місто Бетулія, дім Юдити. Юдита, ізраїльська вдова, пробирається до намету Олоферна, коли він п'яний спить. Щоб врятувати своє місто, вона обезголовлює його за допомогою своєї служниці Абри. Юдита і Абра несуть голову Олоферна в кошику, як зображено на картині.
Служницю Юдити Абру часто зображують на картинах і репродукціях як літню жінку, але в картинах Джентілескі про вбивство Олоферна вона ближча до віку Юдити.

## Історія
Вперше картина була задокументована в описі 1638 року колекції великої герцогині Марії Маддалени Австрійської. Картину кілька разів переробляли і вона, ймовірно, була значно більшою, коли її було створено, особливо у верхній та лівій частині полотна. На стан фарби також негативно вплинули історичні реставраційні роботи.